# Александрово (Дедовичский район)
Александрово — деревня в Дедовичском районе Псковской области России. Входит в состав Шелонской волости Дедовичского района.

## География
Деревня находится в восточной части области, на северо-востоке района, в зоне хвойно-широколиственных лесов,  в 15 км к северо-востоку от районного центра Дедовичи и в 6 км от деревни Крутец.  

### Климат
Климат характеризуется как переходный от морского к умеренно континентальному, со снежной мягкой зимой и прохладным летом. Средняя многолетняя температура самого холодного месяца (января) составляет −7,5°С, температура самого тёплого (июля) — +17,4°С. Среднегодовое количество осадков — 603 мм.

## История
До 3 июня 2010 года деревня была в составе ныне упразднённой Крутецкой волости Дедовичского района.
До 1 января 2016 года деревня была в составе ныне упразднённой Дубишенской волости Дедовичского района

## Население
| 2001 | 2002 | 2010 |
| ---- | ---- | ---- |
| 34   | ↗38  | ↘24  |

## Инфраструктура
Личное подсобное хозяйство с зоной сельскохозяйственного использования, индивидуальная застройка усадебного типа.

## Транспорт
Остановка общественного транспорта «Александрово». 